# 云南链荚豆
云南链荚豆（学名：Alysicarpus yunnanensis）为豆科链荚豆属下的一个种。其种加词 yunnanensis 意为“云南的”。